# Niemals Selten Manchmal Immer
Niemals Selten Manchmal Immer (Originaltitel: Never Rarely Sometimes Always) ist ein Filmdrama von Eliza Hittman, das im Januar 2020 beim Sundance Film Festival seine Premiere feierte und ab 25. Februar 2020 im Wettbewerb der Internationalen Filmfestspiele Berlin gezeigt wurde. Am 13. März 2020 kam er in die nordamerikanischen und am 1. Oktober 2020 in die deutschen Kinos. Im Film wird die 17-jährige Autumn schwanger. Weil das Gesetz über die Einwilligung der Eltern sie hindert, eine Abtreibung vornehmen zu lassen, reist sie gemeinsam mit ihrer Cousine Skylar von ihrer kleinen Stadt in Pennsylvania nach New York, um dort unbürokratische Hilfe zu finden.

## Handlung
Die 17-jährige Autumn Callahan lebt im ländlichen Pennsylvania im Northumberland County, hat zwei jüngere Geschwister und arbeitet wie ihre Cousine Skylar als Kassiererin in einem Supermarkt. Nachdem ihre Periode länger ausbleibt, geht sie zum Gesundheitszentrum ihrer kleinen Stadt, um Gewissheit zu bekommen. Nachdem sie dort einen Schwangerschaftstest erhält, wie man ihn in jedem Supermarkt bekommen kann, wird ihre Vermutung bestätigt, dass sie schwanger ist. Sie erhält von der Mitarbeiterin Beth Informationsbroschüren, falls sie das Kind zur Adoption freigeben möchte oder Hilfe bei der Erziehung braucht, doch nichts über eine Abtreibung. Als sie wenig später dort nach dieser Möglichkeit fragt, zeigt man ihr ein Video über die „Harte Wahrheit“ dieses Eingriffs. Da unter 18-Jährige in Pennsylvania für eine Abtreibung die Zustimmung ihrer Eltern brauchen, versucht sie mit harten Schlägen auf ihren Bauch, das ungeborene Kind zu verlieren. Als sie sich auf der Arbeit übergeben muss, erzählt sie ihrer Cousine von ihrer Schwangerschaft und dass sie das Kind nicht behalten will. Skylar stiehlt ein wenig Bargeld von ihrer Schicht, sie packen ein paar Klamotten ein und fahren am frühen Morgen mit dem Bus nach New York.

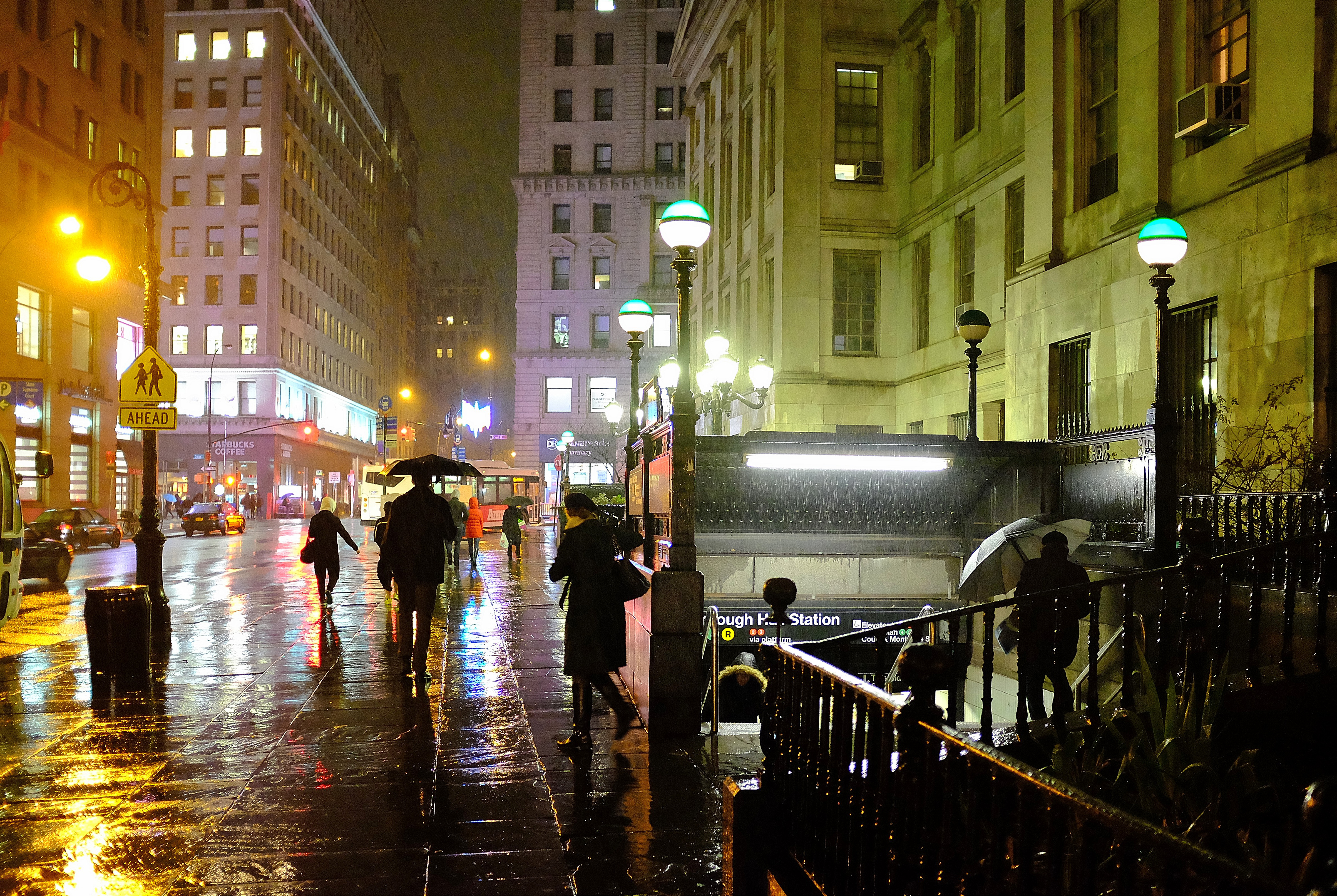
Als die 17-jährige Autumn schwanger wird, fährt sie mit ihrer Cousine Skylar nach New York. Ein Dreh- und Handlungsort des Films: der Ausgang Borough Hall Station

Bei der ersten Anlaufstelle erfährt sie, dass sie sich bereits in der 18. Schwangerschaftswoche befindet, und nicht in der zehnten, wie man ihr im Gesundheitszentrum in ihrer Stadt sagte. Eine Abtreibung ist daher dort nicht möglich, weshalb man Autumn an eine Abtreibungsklinik in Manhattan verweist. Dort erfährt sie, dass die Prozedur zwei Tage dauert und sie über Nacht in New York bleiben müssen. Weil sie Angst hat, ihre Eltern könnten von der Abtreibung erfahren, wenn diese über die Krankenversicherung abgerechnet wird, nimmt sie das ganze Geld, um die Rechnung zu begleichen.
Vor dem Eingriff stellt ihr die Beraterin Kelly einige Fragen zu ihrem Sexleben und auch solche, die klären sollen, ob sie nach der Abtreibung zu Hause ein sicheres Umfeld vorfindet. Hierzu soll sie mit Niemals, Selten, Manchmal und Immer antworten. Autumn gibt an, dass sie mit 14 Jahren zum ersten Mal Sex hatte und seitdem mit sechs Männern geschlafen hat. Auf die Frage, ob sie schon einmal von einem Mann zum Sex gezwungen wurde, kann sie in Tränen ausbrechend jedoch nicht antworten. Die Beraterin erklärt ihr, wie die Abtreibung ablaufen wird, und bietet ihr an, bei dem Eingriff dabei zu sein. Am ersten Tag wird Autumn ein metallischer Fremdkörper eingesetzt.
Da sie das ganze Geld für die Abtreibung ausgegeben hat und ihnen nun für ihre Rückfahrt fehlt, kontaktiert Skylar die einzige Person in New York, die sie kennen. Sie hatten im Bus einen jungen Mann kennengelernt und Telefonnummern ausgetauscht. Nach ein paar gemeinsamen Stunden in der Stadt ringt sich Skylar dazu durch, ihn um Geld für die Rückfahrt zu bitten. Nach einigem Geknutsche mit Skylar gibt er ihr dieses auch. Am nächsten Tag erfolgt unter Narkose der zweite Teil von Autumns Abtreibung. Skylar will wissen, wie diese gelaufen ist und welche Gefühle sie nun hat, dann fahren sie mit dem Bus zurück nach Pennsylvania.

## Produktion

### Stab, Besetzung und Synchronisation

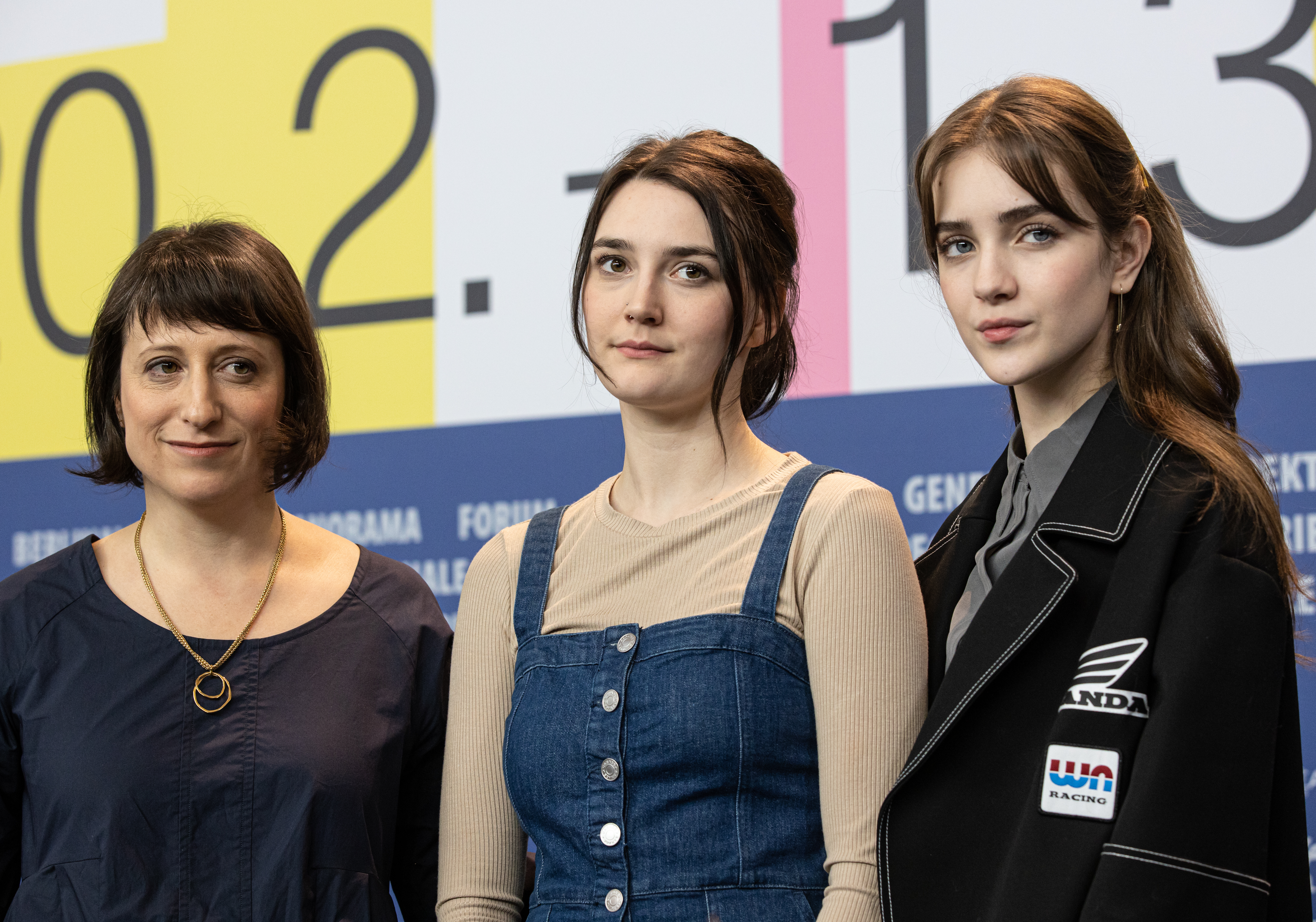
Regisseurin Eliza Hittman mit den Hauptdarstellerinnen Sidney Flanigan und Talia Ryder bei der Vorstellung des Films auf der Berlinale 2020

Regie führte Eliza Hittman, die auch das Drehbuch schrieb. Die Idee zum Film hatte Hittman 2012, nachdem sie die Geschichte von Savita Halappanavar gelesen hatte, der in Irland nach einer unvollständigen Fehlgeburt eine Abtreibung verweigert wurde und die daraufhin an einer Blutvergiftung starb. In Irland, erfuhr Hittman, reisten Frauen, die abtreiben wollten, für einen Tag nach London. Die Filmemacherin stellte sich die Frage, wie eine solche Reise wohl aussähe, und recherchierte, dass in den USA jede fünfte Frau mehr als 50 Meilen fahren muss, um einen solchen Eingriff vornehmen zu lassen, und in ländlichen Gegenden sei es sogar mehr als die Hälfte aller ungewollt Schwangeren, wie Autumn im Film.
Sidney Flanigan spielt Autumn, Talia Ryder ihre Cousine Skylar. Die US-amerikanische Sängerin und Songwriterin Sharon Van Etten spielt Autumns Mutter, Ryan Eggold ihren Stiefvater und Drew Seltzer den Supermarktmanager Rick, für den die beiden Mädchen arbeiten. Théodore Pellerin spielt Jaspar, den jungen Mann, den sie im Bus nach New York kennenlernen. Die Fragen in der Schlüsselszene lässt Hittman von einer echten Sozialarbeiterin stellen.
Die deutsche Synchronisation entstand nach einem Dialogbuch und der Dialogregie von Christoph Cierpka im Auftrag der RC Production Kunze & Wunder GmbH & Co. KG in Berlin. Siri Wiedenbusch spricht in der deutschen Fassung Flanigan in der Rolle von Autumn, Léa Mariage Ryder in der Rolle von Skylar.

### Dreharbeiten und Filmmusik
Die Dreharbeiten fanden im Februar 2019 in Pennsylvania und in New York statt. In Manhattan entstanden Aufnahmen am und im Port Authority Bus Terminal sowie vor der Kulisse verschiedener U-Bahn-Stationen in Brooklyn. Als Kamerafrau fungierte, wie bei Hittmans letztem Spielfilm Beach Rats, die Französin Hélène Louvart.
Die Filmmusik steuert Singer-Songwriterin Julia Holter bei. Das Soundtrack-Album, das insgesamt 13 Musikstücke umfasst, wurde am 13. März 2020 von Back Lot Music als Download veröffentlicht. Darauf enthalten ist auch der Song Staring at a Mountain, der von Darstellerin Sharon Van Etten während des Abspanns gesungen wird und von dieser geschrieben wurde. Das Lied wurde zur gleichen Zeit als Single-Download veröffentlicht.

### Veröffentlichung
Die Premiere des Films erfolgte am 24. Januar 2020 beim Sundance Film Festival. Ab 25. Februar 2020 wurde der Film im Wettbewerb der Internationalen Filmfestspiele Berlin  gezeigt. Am 13. März 2020 kam der Film in ausgewählte nordamerikanische Kinos. Mitte September 2020 wurde er im Rahmen der Filmkunstmesse Leipzig vorgestellt, bevor er am 1. Oktober 2020 in die deutschen Kinos kam. Ebenfalls im September 2020 wurde er beim San Sebastian International Film Festival gezeigt, Ende September, Anfang Oktober 2020 beim Zurich Film Festival und Ende Oktober 2020 bei der Viennale.

## Rezeption

### Altersfreigabe und Kritiken
In den USA wurde der Film von der MPAA als PG-13 eingestuft. In Deutschland wurde der Film von der FSK ab 6 Jahren freigegeben. In der Freigabebegründung heißt es, die Erlebnisse der beiden Mädchen spiegelten subtil Fragen des Erwachsenwerdens und weiblicher Selbstbestimmung. Lediglich einzelne Momente könnten Kinder im Vorschulalter irritieren und ängstigen, etwa kurze Momente von Demütigung und sexueller Belästigung. Da aber die Inszenierung durchweg zurückhaltend ist, könnten bereits 6-Jährige den Film verarbeiten, auch wenn sich ihnen viele Aspekte noch nicht erschließen.
Der Film konnte bislang 99 Prozent aller Kritiker bei Rotten Tomatoes überzeugen und erhielt hierbei eine durchschnittliche Bewertung von 8,6 der möglichen 10 Punkte, womit er aus den 21. Annual Golden Tomato Awards als Drittplatzierter in der Kategorie Dramas der Filme des Jahres 2020 hervorging. Auf Metacritic erhielt er einen Metascore von 92 von 100 möglichen Punkten. Never Rarely Sometimes Always führte mit 3,4 von vier möglichen Sternen auch den internationalen Kritikenspiegel der britischen Fachzeitschrift Screen International zu allen 18 Berlinale-Wettbewerbsfilmen an. Zudem ging Niemals Selten Manchmal Immer aus dem IndieWire Critics Poll als Zweitplatzierter der besten Filme des Jahres 2020 hervor.
Andrew Barker von Variety schreibt, Eliza Hittmans Drehbuch sei ein Wunder der Sparsamkeit und verschwende niemals Zeit, um Beziehungsdetails oder Hintergrundgeschichten zu ergänzen. Am offensichtlichsten zeige sich dies dadurch, dass man niemals den Vater des ungeborenen Kindes von Autumn kennenlernt. Es werde im Film klar, dass diese Reise eine der größten und beängstigendsten Sachen ist, die Autumn je unternommen hat, doch auch wenn der Film anfänglich etwas düster sei, könne man sich leicht vorstellen, dass sie ihr Leben mehr oder weniger wieder so aufnehmen kann, wie zuvor.
Auch David Rooney von The Hollywood Reporter bemerkt, dass Hittman in ihrem Drehbuch alle unnötigen Details entfernt hat. So erfahre man als Zuschauer zunächst anhand einer einfachen Aufnahme ihres leichten Bauchwulstes von der Schwangerschaft, bevor ihr dies in einer örtlichen Frauenklinik bestätigt wird. Die schrecklich einsame Lage, in der sie sich befindet, ziehe sich wie ein trauriger Unterton durch den Film, dem gegenüber stehe jedoch die von Wärme geprägte Nähe zu Skylar, die eher wie eine Schwester als eine Cousine ist, während sich Autumn zu keinem Zeitpunkt ihrer Mutter anvertraue. Flanigan sei eine echte Entdeckung, die ihren musikalischen Hintergrund am Anfang des Films und später in einer Karaoke-Bar-Szene, in der sie Gerry and the Pacemakers Don’t Let the Sun Catch You Crying zum Besten gibt, gekonnt in ein atemberaubend nuanciertes Schauspieldebüt habe einfließen lassen, so Rooney. Ryder sei ebenso fesselnd, und die stimmige Chemie zwischen den beiden gebe dem Film einen sanften emotionalen Zug.
Kate Erbland von IndieWire erkennt die Verbindung zwischen Autumn und Skylar ebenfalls als das schlagende Herz von Never Rarely Sometimes Always. Zwar beschäftige sich der Film mit den komplizierten Abtreibungsgesetzen in den USA und der Arbeit der medizinischen Fachkräfte, die damit beauftragt sind, diese durchzusetzen, doch er sei kein reines Filmdrama, sondern werfe einen einzigartigen Blick darauf, was es bedeutet, heute ein junges Mädchen zu sein, mit all der Freude und dem Schmerz, die damit einhergehen. Möglicherweise werde der Film bei vielen Zuschauern in Erinnerung bleiben und sogar deren lang gehegten Überzeugungen ändern, so Erbland.
Anna Wollner von Rbb24 schreibt, das Teenager-Abtreibungsdrama zeige nicht nur Trumps Amerika, sondern sei ein Manifest für weiblichen Zusammenhalt: „Eine wahre Perle des feministischen Kinos.“ Es seien vor allem die Zwischentöne, die funktionierten, die sprachlose Kommunikation zwischen Autumn und Skylar. Eliza Hitman guckt genau hin, und sie beobachte, ohne zu verurteilen. Die Mädchen seien keine Opfer, aber sie sind gefangen in ihrer von der männlich dominierten Gesellschaft auferlegten Rolle, dennoch sei der Bund der Frauen stärker als jeder männliche Übergriff, und bewegender, zärtlicher, stärker und wahrer als bei Never Rarely Sometimes Always habe man das im Kino lange nicht mehr gesehen.
Nadine Lange vom Tagesspiegel schreibt, der Film vermittele die fragile Position seiner Protagonistinnen mit immenser Eindringlichkeit und erzählt dabei auch von der alltäglichen MeToo-Realität junger Frauen.
Jens Balkenborg von epd Film erklärt, der Film brauche wenige Worte, und die Verbindung der beiden Frauen sei ab dem Zeitpunkt klar, ab dem Skylar Bescheid weiß und ein schweigendes Einvernehmen besteht. Niemand habe sich bisher dem Thema Abtreibung auf derart ehrliche, harte, rührende und vielschichtige Art und Weise genähert, wie Hittman.
Auch Andreas Borcholte von Spiegel Online denkt, gerade der Verzicht auf erklärende Dialoge mache Hittmans Film so eindringlich: „Es reicht, eine frauenfeindliche, widerständige Umwelt zu zeigen, um zu verstehen, warum sich Autumn zu drastischen Maßnahmen gezwungen sieht.“
Die Deutsche Film- und Medienbewertung versah Niemals Selten Manchmal Immer mit dem Prädikat besonders wertvoll. In der Jury-Begründung heißt es, Hittmans Regiearbeit gehöre zweifellos zu den einfühlsamsten, prägnantesten und bewegendsten Filmdramen, die sich bis heute mit dem Thema Schwangerschaftsabbruch beschäftigt haben. Eine der zentralen Stärken des Films finde sich darin, dass die erzählerische Perspektive der beiden Hauptprotagonistinnen mit absoluter Konsequenz eingehalten wird. Die kunstvoll subtile Kommunikation der sozialen Zwischentöne, die von hoher Verantwortung gegenüber Stoff und Figuren zeuge, intensiviere noch die Beziehung, die sich zwischen Zuschauern und Zuschauerinnen und Figuren aufbaut. All das kulminiere in der Befragung, der sich die Hauptfigur in der Abtreibungsklinik stellen muss, in der sich in wenigen Worten der ganze Abgrund an Erfahrungen des Mädchens in der patriarchalen Welt ihres Umfelds offenbart: „Es ist nicht weniger als meisterhaft, wie Eliza Hittman uns emotional durch die Geschichte führt und dabei jederzeit ihren Figuren und dem Anliegen gegenüber absolut ehrlich und aufrichtig bleibt. Ein sensibler, ein wichtiger, ein großer Film.“

### Einsatz im Unterricht
Das Onlineportal kinofenster.de empfiehlt den Film ab der 9. Klasse für die Unterrichtsfächer Sozialkunde/Gemeinschaftskunde, Rechtslehre, Philosophie, Ethik, Religion, Englisch und Deutsch und bietet Materialien zum Film für den Unterricht. Dort schreibt Kirsten Taylor, der Film biete eine gute Basis, um die gesellschaftliche Debatte und die deutschen Gesetze in Bezug auf Abtreibung in den Fächern Sozialkunde, Recht und Politik zu erörtern. In den Fächern Ethik, Religion und Philosophie biete sich eine Diskussion über das Für und Wider von Schwangerschaftsabbrüchen an, wobei es auch um die Frage gehen sollte, wann Leben beginnt oder welche Rechte Mutter und Fötus besitzen. Vor allem sollte aber besprochen werden, wie eine ungewollte Schwangerschaft vermieden werden kann und wo betroffene Mädchen und Frauen Unterstützung bekommen, so Taylor. Im Herbst 2021 wird der Film im Rahmen der SchulKinoWochen gezeigt, unter anderem in Berlin.

### Auszeichnungen (Auswahl)
Niemals Selten Manchmal Immer wurde von der Jury der Evangelischen Filmarbeit zum Film des Monats Oktober 2020 bestimmt und später auch zum Film des Jahres 2020. Im Folgenden eine Auswahl weiterer Nominierungen und Auszeichnungen.
Alliance of Women Film Journalists Awards 2020
- Nominierung als Bester Film
- Nominierung als Beste Regisseurin (Eliza Hittman)
- Nominierung als Beste Drehbuchautorin (Eliza Hittman)
- Auszeichnung in der Kategorie Best Woman’s Breakthrough Performance  (Sidney Flanigan)[38][39]

British Independent Film Awards 2020
- Nominierung als Best International Independent Film[40]

Boston Society of Film Critics Awards 2020
- Auszeichnung als Beste Hauptdarstellerin (Sidney Flanigan)

Chicago Film Critics Association Awards 2020
- Auszeichnung für das Beste Originaldrehbuch (Eliza Hittman)
- Auszeichnung als Vielversprechendster Schauspieler (Sidney Flanigan)[42]

Critics’ Choice Movie Awards 2021
- Nominierung für das Beste Originaldrehbuch (Eliza Hittman)
- Nominierung als Beste Hauptdarstellerin (Sidney Flanigan)
- Nominierung als Beste Jungdarstellerin (Talia Ryder)

Filmkunstmesse Leipzig 2020
- Auszeichnung mit dem Gilde-Filmpreis in der Kategorie Bester Film international[43]

Gotham Awards 2021
- Nominierung als Bester Film
- Nominierung als Breakthrough Actor (Sidney Flanigan)[44]

Independent Spirit Awards 2021
- Nominierung als Bester Film
- Nominierung für die Beste Regie (Eliza Hittman)
- Nominierung für das Beste Drehbuch (Eliza Hittman)
- Nominierung als Beste Hauptdarstellerin (Sidney Flanigan)
- Nominierung als Beste Nebendarstellerin (Talia Ryder)
- Nominierung für die Beste Kamera (Hélène Louvart)
- Nominierung für den Besten Filmschnitt[45]

Internationale Filmfestspiele Berlin 2020
- Nominierung für den Goldenen Bären (Eliza Hittman)
- Auszeichnung mit dem Silbernen Bären – Großer Preis der Jury (Eliza Hittman)

Jury der Evangelischen Filmarbeit 2020
- Auszeichnung als Film des Monats Oktober
- Auszeichnung als Film des Jahres

Los Angeles Film Critics Association Awards 2020
- Runner-Up für das Beste Drehbuch (Eliza Hittman)[46]

National Board of Review Awards 2021
- Auszeichnung als Beste Nachwuchsdarstellerin (Sidney Flanigan)
- Aufnahme in die Top 10 der Independentfilme[47]

National Society of Film Critics Awards 2021
- Auszeichnung für das Beste Drehbuch (Eliza Hittman)
- Second Runner-up als Bester Film
- Second Runner-up als Beste Hauptdarstellerin (Sidney Flanigan)[48]

New York Film Critics Circle Awards 2020
- Auszeichnung für das Beste Drehbuch (Eliza Hittman)
- Auszeichnung als Beste Hauptdarstellerin (Sidney Flanigan)[49]

San Sebastian International Film Festival 2020
- Nominierung für den Publikumspreis
- Auszeichnung mit dem TVE Another Look Award (Eliza Hittman)[50]

Online Film Critics Society Awards 2021
- Nominierung als Bester Film
- Nominierung für die Beste Regie (Eliza Hittman)
- Nominierung für das Beste Originaldrehbuch (Eliza Hittman)
- Nominierung als Beste Hauptdarstellerin (Sidney Flanigan)
- Nominierung als Beste Nebendarstellerin (Talia Ryder)[51]

Sundance Film Festival 2020
- Nominierung im U.S. Dramatic Competition (Eliza Hittman)
- Auszeichnung mit dem U.S. Dramatic Special Jury Award – Neo-Realism (Eliza Hittman)

Zurich Film Festival 2020
- Nominierung im „Spielfilm Wettbewerb“